# HMS Phoebe (1939)
HMS Phoebe (43) (Корабль Его величества Фёб) — британский легкий крейсер, типа «Дидо». Был заказан по программе 1936 года 21 марта 1937 года и заложен на верфи Fairfield Shipbuilding and Engineering Company 2 сентября 1937 года. Крейсер был спущен на воду 25 марта 1939 года, став седьмым кораблем носящим это имя в британском флоте с 1795 года. Вступил в строй 27 сентября 1940 года.

## История
По окончании испытаний и ввода в строй, крейсер 4 октября 1940 года перешел в Скапа-Флоу для службы в составе Home Fleet’а на северо-западных подходах.
В ноябре крейсер вместе с линейными крейсерами Hood, Renown и Repulse, однотипными крейсерами Dido и Naiad выходил на патрулирование в Бискайский залив в поисках немецкого карманного линкора «Адмирал Шеер», который 5 ноября атаковал атлантический конвой HX-84 и потопил вспомогательный крейсер Jervis Bay.
В начале декабря крейсер был определён на службу в составе Средиземноморского флота и 6 декабря ушел на рутинное докование на верфь Клайда. 11 декабря вернулся в состав флота.
12 января 1941 года Феб вышел вместе с линкором Ramillies, крейсерами Australia, Naiad и Emerald, эсминцами Harvester, Highlander, Beagle, Fearless, Jackal, Leamington, Lincoln, Vansittart, Watchman, Witherington и французским лидером Leopard для сопровождении конвоя WS-5B на начальном этапе у западных подходов. 15 января Феб совместно с крейсером Naiad отделились от конвоя и вернулись в Скапа-Флоу.
18 февраля крейсер вступил в охрану войскового конвоя WS6A, следующего на Ближний Восток. Помимо Феба в эскорт входили крейсер Birmingham и вспомогательный крейсер Cathay. Они выполняли функции океанского эскорта вплоть до Фритауна. Этот конвой в качества дальнего прикрытия на различных этапах сопровождали линейный крейсер Renown, авианосец Ark Royal, и линкоры Rodney и Malaya. 1 марта конвой прибыл во Фритаун. 8 марта Феб вместе с крейсером Birmingham и вспомогательным крейсером Cathay вышли из Фритауна с секциями конвоя WS6A и WS6B. 21 марта Феб с 4 торговыми судами отделился от конвоя и прибыл в Кейптаун. 22 марта с теми же судами он направился в Дурбан. 28 марта по прибытии в порт он оставил суда и далее совершал независимый переход через Аден в Суэц. В начале апреля он прибыл туда и вошел в состав 15-й эскадры крейсеров.

## На Средиземном море
18 апреля он вышел с крейсером Calcutta в качестве эскорта конвоя ME7 из Александрии на Мальту, прикрываемый линкорами Warspite, Barham, Valiant и авианосцем Formidable. 21 апреля крейсер вместе с линкорами к крейсерами Calcutta и Gloucester произвел обстрел Триполи. 23 апреля Феб вместе с крейсером Calcutta и австралийскими эсминцами Voyager и Stuart был отделен для сопровождения конвоя AG.13, следующего к побережью Греции для начала последующей эвакуации британских войск (Операция «Демон»). В ходе последующей операции крейсер базировался на бухту Суда, на острове Крит.
24 апреля Феб вместе с крейсером Perth патрулировал в проливе Китера и сопровождал конвой AG.13. в ночь на 25 апреля он вместе с эсминцами Voyager и Stuart пошел за войсками в Нафплион, где корабли приняли на борт 2500 человек. 27 апреля крейсер с эсминцами Decoy и Hasty прикрывал переход конвоя GA.14 на переходе южнее Крита. В ночь с 28 на 29 апреля крейсер участвовал в эвакуации из Каламаты. 29 апреля крейсер эскортировал конвой GA.15 уходивший с частью вывозимых войск в Александрию, встретившись 30 апреля с вышедшим им навстречу основным силам Средиземноморского флота.
6 мая крейсер вышел вместе с крейсерами Dido, Calcutta, Carlisle и Coventry с эсминцами, как часть сил эскорта очередных двух мальтийских конвоев (Операция Tiger). 9 мая крейсер встретил конвой идущий транзитом через Средиземное море из Гибралтара в Александрию с грузом танков на борту, для усиления египетской армии.

### Критская операция
14 мая Феб в составе Соединения D: помимо него однотипный Naiad, эсминцы Hasty и Greyhound был направлен к Криту для прикрытия эвакуационных конвоев. В ходе операции крейсер из-за открывшихся дефектов был заменен австралийским крейсером Perth и вернулся в Александрию.
18 мая после ремонта совместно с крейсером Dido и тремя эсминцами направился на патрулирование к Криту. Помогали крейсеру Coventry защищать госпитальное судно Abba от вражеских воздушных атак. С 19 мая продолжал участвовать в патрулях по перехвату вражеских конвоев вторжения на Крит во время Критской операции. 30 мая содействовал крейсерам Perth, Coventry, Calcutta и десантному транспорту Glengyle в составе Соединения D в эвакуации войск из Сфакии. 31 мая совместно с минным заградителем Abdiel, крейсером Coventry, и эсминцами Kimberley, Hotspur и Jackal участвовал в заключительной эвакуации из Сфакии. Ночью 1 июня он отплыл в обратный путь в Александрию отбиваясь вместе с эсминцем Isis от воздушных атак. В ходе этого же перехода был потоплен Coventry.

### Сирийская операция
8 июня отплыл вместе с крейсерами Ajax и Coventry и транспортом Glengyle для поддержки военной операции в Сирии, против войск Вишистской Франции (Операция Exporter). 9 июня прикрывал высадку в Литании (Litania) и по ошибке обстрелял австралийские войска. Предпринятая на крейсер атака французской подлодки не удалась.
15 июня вышел вместе с крейсерами Leander и Coventry и тремя эсминцами на поиски вишистских конвоев севернее Бейрута. 19 июня заменен крейсером Naiad и вернулся в Александрию. Был определён для участия в операциях по снабжению гарнизона Тобрука.
3 июля был безуспешно атакован итальянской подводной лодкой Malachite в Восточном Средиземноморье.
В августе крейсер выходил для поддержки Тобрука и доставки припасов, а также прикрывал переходы минных заградителей Abdiel и Latona, вывозящих австралийские войска из Тобрука, для замены австралийской бригады.

### Торпедное повреждение
27 августа крейсер был поврежден у Бардии торпедой во время атаки итальянских торпедоносцев, когда шел для поддержки Тобрука. Торпеда попала в правый борт в носовой части, вызвав серьёзные повреждения с частичным затоплением подводных отсеков. 1 сентября встал на временный ремонт в Александрии, перед капитальным ремонтом в США.
В октябре крейсер вышел в Нью-Йорк. 21 ноября он встал на ремонт на Brooklyn Navy Yard в Нью-Йорке. В ходе ремонта менялось зенитное вооружение. Носовая 4-дюймовая установка была заменена на счетверенный 40-мм зенитный автомат для уменьшения верхнего веса и увеличено количество 20-мм автоматов Эрликон. Ремонт продолжался до апреля 1942 года. 27 апреля после проведения испытаний крейсер пошел в Плимут.
По приходе крейсер встал на ремонт на Военно-морской верфи в Девонпорте для завершения работ над изменениями и дополнениями, включающими в себя установку нового радиолокационного оборудования. В июне, по завершении работ на верфи крейсер проходил испытанию и подготовку к службе, вернувшись в состав флота в Скапа-Флоу.

## Возвращение на Средиземном море
В начале начале августа крейсер вышел в составе сил сопровождения конвоя следующего во Фритаун. Крейсер вышел в Гибралтар сопровождая авианосец Indomitable. 5 августа к ним присоединились авианосцы Eagle, Victorious, Furious и Argus, с крейсерами Charybdis и Sirius для совместных упражнений по наводке истребителей и одновременного использования нескольких авианосцев в ходе подготовки к предстоящей операции по снабжению Мальты. 9 августа Феб присоединился к эскорту Мальтийского конвоя WS.21S в районе Гибралтара.

### Операция Пьедестал
С 10 августа Феб принял участие в операции Пьедестал, по проводке конвоя на Мальту, в составе Force 2 прикрывал переход в проливе Скерки вместе с линкорами Nelson, Rodney, авианосец Victorious, Indomitable и Eagle, крейсерами Charybdis и Sirius.

## Действия в океанах
20 августа Феб с крейсером Sirius и эсминцами Quentin и Vansittart вышел из Гибралтара во Фритаун для обеспечения конвойной защиты в Атлантике. 24 августа с этими же кораблями и эсминцами Pathfinder и Vimy эскортировал в США лайнер Queen Elizabeth.
В сентябре — октябре крейсер продолжил службу в Южной Атлантике и Индийском океане. Вместе с Sirius он помогал Южно-Африканским морским силам выполнять патрулирование по перехвату блокадопрорывателей стран Оси.

### Второе торпедное повреждение
23 октября на переходе из Саймонстауна во Фритаун крейсер недалеко от Пуэнт-Нуара, Бельгийское Конго, куда заходил заправиться, получил торпедное попадание с подлодки U-161. Эта подлодка и U-126 патрулировали в это время данный район и первая лодка не упустила лакомую цель. В результате взрыва крейсер получил серьёзные повреждения и обширные затопления. Все носовые башни вышли из строя. На корабле погибло около 60 человек, ещё 3 умерли от малярии в течение нескольких последующих дней. Крейсер с упавшей до 6 узлов скоростью, в сопровождении Sirius пошел в Пуэнт-Нуар. 25 октября в этом порту с крейсера демонтировали башню «B».
До декабря крейсер готовили к переходу на повторный ремонт в США. После временного ремонта крейсер с временно заделанной пробоиной размером 30 х 60 дюймов, через Такоради и Тринидад, в сопровождении шлюпа Bridgewater, пошел в Нью-Йорк. 15 января 1943 года крейсер снова встал на ремонт на верфи Brooklyn Navy Yard. Ремонт продолжался до июня, когда 14 июня крейсер с заходом на Бермуды, ушел в Великобританию. По приходе крейсер встал на продолжение ремонтных работ на верфи Vickers Armstrong в Барроу-ин-Фернесс. В ходе них была заменена башня «A», установлен радар управления огнём установок главного калибра, модифицированный радар надводного обнаружения Type 272 и система опознавания свой-чужой. Ремонт закончился 8 июля и крейсер начал подготовку для службы в составе Home Fleet’а. 2 августа он перешел в Скапа-Флоу.

### В составе Плимутского командования
Уже 2 сентября крейсер был передан Плимутскому командованию для операций по перехвату вражеских прибрежных конвоев у берегов Франции. Однако в октябре крейсер был передан 15-й эскадре крейсеров и совершил переход на Средиземное море для участие в поддержке военных операций в Эгейском море и перехвату немецких десантных сил.

### В составе сил Эгейского моря
15 октября он с эсминцами Fury и Faulknor предпринял безуспешный поиск немецкого конвоя вторжения. 18 октября выходил с эскортными миноносцами Belvoir, Beaufort и эсминцами Fury и Faulknor для защиты Эгейских островов и поддержки их гарнизонов. 19 октября обстреливал позиции противника в порту Калимнос и с эскортным миноносцем Hurworth доставил припасы на остров Кастелоризо.
24 октября вместе с эскортными миноносцами Aldenham и Hursley совершил диверсионную вылазку для усиления гарнизона острова Лерос.
26 октября в сопровождении эсминца Faulknor и эскортных миноносцев Belvoir и Beaufort перевозил войска на Лерос. Позже патрулировал юго-восточнее Родоса. 27 октября вернулся в Александрию, после того, как был заменен крейсером Ajax.
3 ноября в сопровождении эсминцев Faulknor, Echo и эскортных миноносцев Penn и Pathfinder доставил 1-й батальон Королевского Йоркширского легкого пехотного полка в Лимасол. Войска в дальнейшем на борту этих эсминцев были переправлены на Лерос. Крейсер оставил их действовать самостоятельно, после того, как дозаправил их.
12 ноября с эсминцем Echo и эскортными миноносцами Dulverton и Belvoir совершил переход на остров Кос, чтобы заменить эсминец Faulknor, эскортный миноносец Beaufort и греческий миноносец Pindos. По прибытии на Кос, пошел обратно. 13 ноября подвергся тяжелым воздушным атакам в Эгейском море.
В декабре, после потери Додеканезских островов вернулся на Мальту, для действий совместно с эскадрой у Итальянского побережья.

### Поддержка действий в Италии
25 января 1944 года крейсер участвовал совместно с крейсерами Dido, Delhi, Orion, Penelope, Mauritius и американскими Brooklyn и Philadelphia в артиллерийской поддержке высадки в Анцио (Операция Shingle).
В марте крейсер был определён для действий в составе Восточного флота, в связи с чем, предполагалось его переоборудование в корабль наведения истребителей. Он встал на ремонт в Александрии, включая его переоборудование для новой роли.

## В составе Восточного флота
В мае Феб отправился на Цейлон. 2 июня он прибыл в Тринкомали и вошел в состав 4-й крейсерской эскадры Восточного флота. С кораблями эскадры он выходил на патрулирование в этом месяце в Индийский океан.
22 июля с линкором Valiant, французским линкором Richelieu, линейным крейсером Renown и крейсерами эскадры вышел в качестве прикрытия авианосцев Illustrious и Victorious, совершающих воздушные удары по Сабангу на Суматре (операция Crimson). 25 июля эскортировал Illustrious и Victorious под эскортом эсминцев Roebuck и Raider во время удара по Сабангу. После этого, вместе с другими кораблями флота обстреливал цели на берегу.
В августе крейсер встал на ремонт в Бомбее, который закончился 12 сентября, а крейсер вернулся в состав 4-й крейсерской эскадры.
17 октября крейсер в составе группы TG63.3 — авианосцы Indomitable, Victorious, эсминцы Whelp, Wakeful, Wessex и Wager участвовал в воздушной атаке по Никобарским островам (Операция Millet), что было отвлечением от американской высадке на Филиппинах. 19 октября операция была выполнена и крейсер вернулся в состав своей эскадры.
17 ноября крейсер в составе TF64 участвовал в качестве корабля наведения истребителей сопровождая высадку на Аракане (Операция Avon).
1 декабря Феб совместно с крейсерами Newcastle, Kenya и Nigeria был включен в состав 5-й крейсерской эскадры Восточноиндийского флота. Этот флот формировался из некоторых кораблей Восточного флота, передаваемых Тихоокеанскому флоту Великобритании.
2 января 1945 года Феб совместно с эскортным авианосцем Ameer, крейсерами Newcastle и Nigeria и тремя эсминцам обеспечивали высадку 3-й бригады Коммандос на полуостров Akyab (Операция Lightning). Огонь открывать не пришлось, поскольку японцы покинули место высадки.
12 января обеспечивал наведение истребителей во время высадки 3-й бригады Командо между Akyab и островом Ramree.
17 января посадил войска в Читтагонге для высадки на Ramree в Бирме.
21 января Феб вошел в составе группы бомбардировки вместе с линкором Queen Elizabeth, эсминцем Rapid, шлюпом Flamingo и индийским шлюпом Kistna для обеспечения артиллерийской поддержки высадки на северной части острова Ramree (Операция Matados).
24 января крейсер наводил истребители с эскортного авианосца Ameer во время высадки морских пехотинцев на острове Cheduba (Операция Sankey).
В феврале — апреле крейсер вместе со своей эскадрой базировался в Тринкомали. 27 апреля вместе с крейсером Royalist прикрывал 21-ю эскадру авианосцев во время высадки в Рангуне (Операция Dracula). 1 мая обеспечивал наведение истребителей во время данной операции.
5 мая вышел вместе с 21 эскадрой авианосцев (эскортные авианосцы Hunter, Stalker, Emperor и Pursuer) для атаки японских баз на побережье Бирмы между Мергуи и Victoria Point.
11 мая сопровождал индийские шлюпы во время патрулирования в Андаманском море по перехвату эвакуационных сил и пресечению любых попыток снабжения гарнизонов. После этого вошел в состав Force 69, заменив крейсер Ceylon и патрулируя между Андаманскими островами и Бирмой.
В июне — июле крейсер продолжал службу, выполняя учения с кораблями Ост-Индского флота в рамках учений по подготовке к предстоящим высадкам.
в начале сентября вместе с кораблями эскадры вышел в Бенгальский залив для прикрытия конвоев со штурмовыми войсками, высаживающимися в Малайе (Операция Zipper).